# Azovske, Iakîmivka
Azovske (în ucraineană Азовське) a fost un sat în așezarea urbană Kîrîlivka din raionul Iakîmivka, regiunea Zaporijjea, Ucraina. Din 2004 face parte din Kîrîlivka.

## Demografie
Componența lingvistică a localității Azovske
     Ucraineană (81,94%)
     Rusă (17,79%)
     Alte limbi (0,16%)
Conform recensământului din 2001, majoritatea populației localității Azovske era vorbitoare de ucraineană (81,94%), existând în minoritate și vorbitori de rusă (17,79%).